# Lior Navok
 (décembre 2017).
Si vous disposez d'ouvrages ou d'articles de référence ou si vous connaissez des sites web de qualité traitant du thème abordé ici, merci de compléter l'article en donnant les références utiles à sa vérifiabilité et en les liant à la section « Notes et références ».
Lior Navok (né à Tel Aviv-Jaffa le 6 septembre 1971) est un compositeur et chef d'orchestre israélien.

## Biographie
Lior Navok détient un doctorat en composition du Conservatoire de musique de la Nouvelle-Angleterre, où il a étudié avec John Harbison. Il est également titulaire d’une double licence, en composition classique et en direction d’orchestre, de l’Académie Rubin de musique à Jérusalem, Israël.
La musique de Lior Navok a été interprétée aux États-Unis, en Europe, au Mexique et en Israël, par des ensembles tels comme le Tanglewood Festival Orchestra, le Boston Modern Orchestra Project, l’Orchestre philharmonique d’Israël, l’Orchestre symphonique d’Omaha, le quatuor de saxophones Rascher, le Quatuor à cordes de Mexico, l’ensemble Collage New Music, l’ensemble Alea III, l’ensemble Lumina, l’ensemble Ticom, les ensembles de musique de chambre de l’Orchestre des US Marines, l’ensemble Kaprizma, le quintette Sonneries ainsi que nombre d’autres ensembles et solistes renommés. 
Dans le cadre de son programme chargé de composition, Lior Navok crée des œuvres musicales pour de nombreux et variés types d’orchestres, ensembles et exécutants. Parmi les plus récentes[Quand ?] demandes de composition, citons celles de la Fondation de musique Fromm, du Forum américain de compositeurs, de l’ensemble Collage New Music et d’un consortium de vingt ensembles américains d’instruments à vent (y compris ceux du MIT, du Conservatoire de la Nouvelle-Angleterre, de Harvard et de Yale). Un grand nombre d’œuvres de Navok ont été réalisées sur commande d’exécutants individuels, en quête d’une musique exclusive et personnalisée permettant de mettre en valeur leurs talents. 
Navok a publié deux CD, Réflexions secrètes et Méditations d’outre-rive, deux opus bien reçus par le public et la critique, notamment par le American Record Guide qui les a qualifiés de « musique rêveuse et parfaitement ravissante », ces CD sont fréquemment radiodiffusés dans le monde entier. La musique de Navok est également interprétée au cours de festivals renommés, tels Tanglewood (États-Unis), Aspen (États-Unis), Begegnungen (Autriche), Manuel Enriquez (Mexique), Internationaler Zelt-Musik Festival (Allemagne), Greensboro (États-Unis), ainsi que dans des salles de concert comme le Carnegie Recital Hall, le Jordan Hall et le Dôme de Berlin.

## Distinctions
Lior Navok a obtenu de nombreux prix et distinctions, parmi lesquels le prix Lily Boulanger, le prix de la Fondation Jerome, la distinction Rudolf Nissim – distinction spéciale de l’ASCAP (La Société américaine des compositeurs, auteurs et éditeurs), le prix de composition de l’Orchestre symphonique d’Omaha, la bourse du Conseil culturel de Massachusetts, le premier prix du concours de composition Alea III, le premier prix du concours de composition de l’Université d’Illinois, et le prix de composition de l’Université Austin Peay. Il a également reçu le “Prix de la plume d’or” (décerné par la Société des auteurs, compositeurs et éditeurs de musique en Israël), le prix de l’Ensemble Galliard à Londres, le prix de la “Fondation culturelle Amérique-Israël” ainsi qu’une mention honorable des “Amici della Musica del Lagonegrese” en Italie. Navok a obtenu des bourses d’études accordées par les “Amis américains de l’Orchestre philharmonique d’Israël”, le Centre de musique de Tanglewood, le Festival de musique d'Aspen et la Colonie McDowell. Récemment[Quand ?], Navok s’est vu décerner le prix CAP du Centre américain de musique, ainsi que le prestigieux “Prix du Premier ministre” israélien.

## Liste des œuvres
- 1998 : Voices of India[1]
- 2004 : At the Edge of a Spiral, pour piano à quatre mains, 10 minutes.
- 2005 : Gleams for the Bosom of Darkness[2]
- 2006 : The Little Mermaid, pour deux pianos et ensemble de chambre (ou orchestre)